# زدرافكو بوبوفيتش
زدرافكو بوبوفيتش هو لاعب كرة قدم كرواتي في مركز الهجوم، ولد في 2 يناير 1983 في زغرب في كرواتيا. لعب مع أوفي كريت وأيك أثينا وليفادياكوس ونادي أتروميتوس ونادي زغرب.

## وصلات خارجية
- زدرافكو بوبوفيتش على موقع قاعدة بيانات كرة القدم.إي يو (الإنجليزية)
- زدرافكو بوبوفيتش على موقع Soccerway.com (الإنجليزية)